# 北海道地方の道路一覧

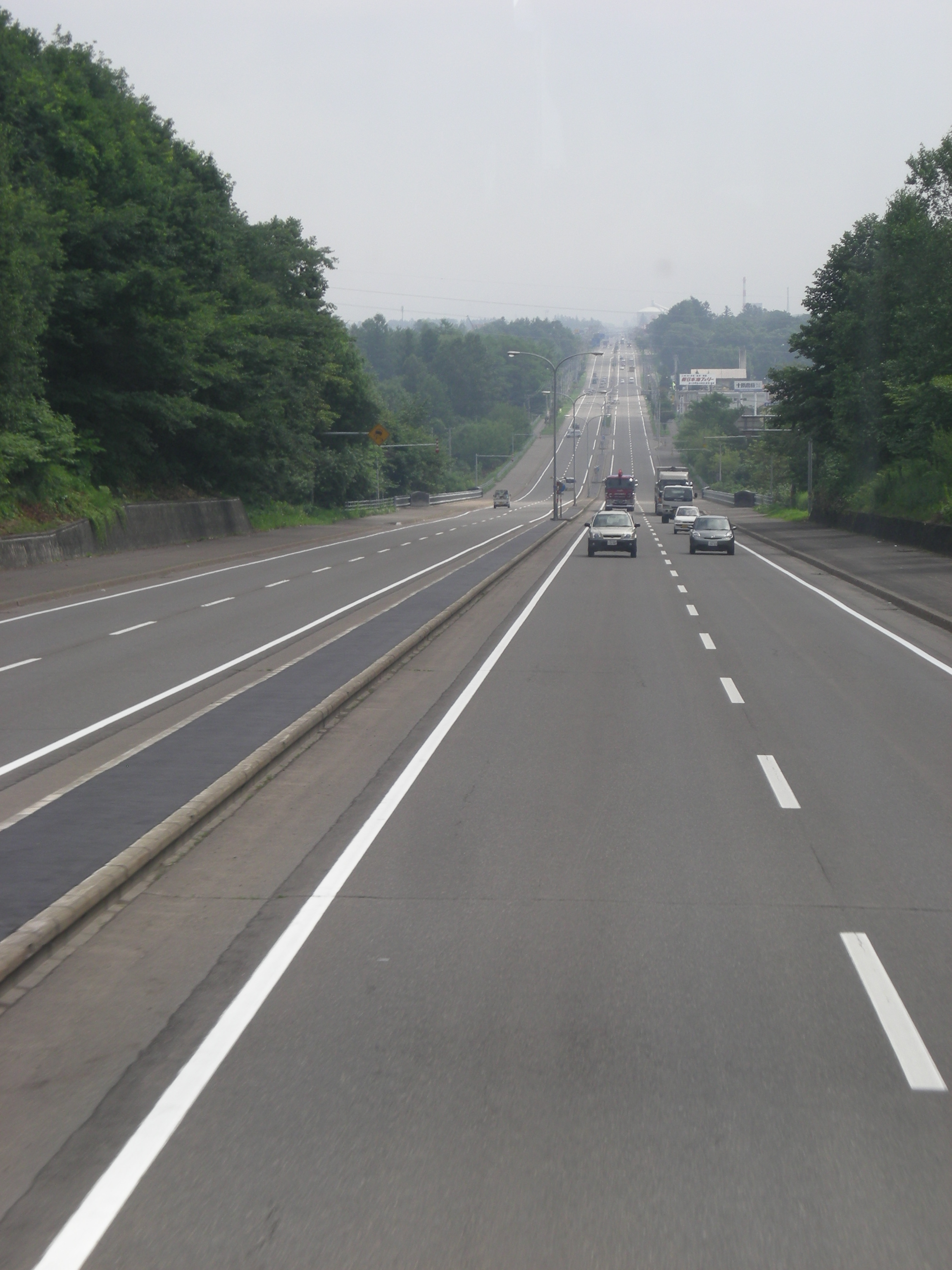
国道38号（河西郡芽室町）（2009年8月）

北海道地方の道路一覧（ほっかいどうちほうのどうろいちらん）は、北海道にある道路（高規格幹線道路・地域高規格道路・一般国道・バイパス道路など）の一覧。

## 高規格幹線道路

### 高速自動車国道（A路線）
- E5 道央自動車道（道央道）
  - 大沼公園IC - 札幌JCT
  - 札幌IC/JCT - 士別剣淵IC
- E5A 札樽自動車道（札樽道）：小樽IC - 札幌JCT
- 道東自動車道（道東道）
  - E38 釧路線：千歳恵庭JCT - 本別IC
  - E38 / E61 北見線：千歳恵庭JCT - 足寄IC

### 国土開発幹線自動車道
- E5 北海道縦貫自動車道函館名寄線（函館市 - 名寄市）
- 北海道横断自動車道
  - 根室線（寿都郡黒松内町 - 根室市）
    - E5A 後志自動車道：余市IC - 小樽JCT

  - 網走線（寿都郡黒松内町 - 網走市）
    - E5A 後志自動車道：余市IC - 小樽JCT

### 新直轄方式
- E5 北海道縦貫自動車道函館名寄線：七飯IC - 大沼公園IC（事業中）、士別剣淵IC - 名寄IC（事業中）
- 北海道横断自動車道
  - E38 黒松内釧路線：本別IC - 釧路西IC
  - E61 黒松内北見線（十勝オホーツク自動車道）：足寄IC - 陸別小利別IC（事業中）、陸別小利別IC - 北見西IC

### 高速自動車国道に並行する一般国道自動車専用道路（A'路線）
- E5 北海道縦貫自動車道に並行する路線：函館新道[1]、名寄美深道路、音中道路（事業中）[2]、幌富バイパス、豊富バイパス
- 北海道横断自動車道に並行する路線
  - E5A / E38 / E44 根室線：黒松内新道[3]、蘭越倶知安道路（事業中）、倶知安余市道路（事業中）、釧路外環状道路[4]、別保尾幌道路（事業中）、尾幌糸魚沢道路（事業中）、根室道路[5]
  - E5A / E61 網走線：黒松内新道[3]、蘭越倶知安道路（事業中）、倶知安余市道路（事業中）、北見道路、端野高野道路（事業中）、美幌バイパス、女満別空港網走道路（事業中）

### 国土交通大臣指定に基づく高規格幹線道路（一般国道の自動車専用道路）（B路線）
- E59 函館江差自動車道：函館IC/JCT - 木古内IC
- E63 日高自動車道：苫小牧東JCT/TB - 日高厚賀IC、日高厚賀IC - 新冠IC（仮称） - 静内IC（仮称） - 東静内IC（仮称）（事業中）
- E62 深川留萌自動車道[6]：深川JCT/TB - 留萌IC
- E39 旭川紋別自動車道：比布JCT/TB - 遠軽IC、遠軽IC - 上湧別IC（事業中）
- E60 帯広広尾自動車道[7]：帯広JCT/TB - 忠類大樹IC、忠類大樹IC - 豊似IC（仮称） - 広尾IC（仮称）（事業中）

### 地域高規格道路
- 函館新外環状道路[8]
  - 空港道路：函館IC/JCT - 函館空港IC
- 松前半島道路（計画中）
- 渡島半島横断道路
  - 国縫道路
  - 花石道路
- 道央圏連絡道路[9]
  - 新千歳空港関連
  - 泉郷道路
  - 長沼南幌道路（事業中）
  - 中樹林道路
  - 美原バイパス・美原道路
  - 当別バイパス
  - 石狩市生振 - 小樽市銭函
- 旭川十勝道路
  - 旭川東神楽道路
  - 富良野北道路（事業中）
  - 富良野道路：北の峰IC - 布部IC
- 遠軽北見道路
  - 生田原道路（事業中）
  - 旭峠道路
- 帯広空港道路
- 釧路中標津道路
  - 上別保道路
  - 阿歴内道路（一部供用）
  - 春別道路
- 根室中標津道路（計画中）

#### 候補路線
- 札幌南環状道路（計画中）
- 帯広圏連絡道路（計画中）
- 道東縦貫道路（計画中）

## 一般国道
※カッコ内は起点 - 終点。峠やバイパス道路はリンクがあるものを記載。

### 旧一級国道
- 国道5号（函館市 - 札幌市中央区）
  - 森バイパス - 八雲バイパス - 長万部バイパス - 稲穂峠 - 長橋バイパス - 札幌新道
- 国道12号（札幌市中央区 - 旭川市）
  - 岩見沢バイパス - 滝川バイパス - 旭川新道
- 国道36号（札幌市中央区 - 室蘭市）
  - 恵庭バイパス - 白老バイパス - 幌別バイパス - 室蘭新道
- 国道37号（山越郡長万部町 - 室蘭市）
  - 静狩峠・礼文華峠 - 白鳥新道
- 国道38号（滝川市 - 釧路市）
  - 富良野道路 - 狩勝峠 - 釧路新道[10]
- 国道39号（旭川市 - 網走市）
  - 石北峠
- 国道40号（旭川市 - 稚内市）
  - 旭川常盤ロータリー - 塩狩峠
- 国道44号（釧路市 - 根室市）

### 旧二級国道
- 国道227号（函館市 - 檜山郡江差町）
- 国道228号（函館市 - 檜山郡江差町）
- 国道229号（小樽市 - 檜山郡江差町）
- 国道230号（札幌市中央区 - 久遠郡せたな町）
  - 中山峠 - 渡島半島横断道路
- 国道231号（札幌市北区 - 留萌市）
- 国道232号（稚内市 - 留萌市）
- 国道233号（旭川市 - 留萌市）
- 国道234号（岩見沢市 - 苫小牧市）
- 国道235号（室蘭市 - 浦河郡浦河町）
- 国道236号（帯広市 - 浦河郡浦河町）
  - 野塚峠（野塚トンネル）
- 国道237号（旭川市 - 浦河郡浦河町）
- 国道238号（網走市 - 稚内市）
- 国道239号（網走市 - 留萌市）
- 国道240号（釧路市 - 網走市）
- 国道241号（川上郡弟子屈町 - 帯広市）
  - 帯広北バイパス
- 国道242号（網走市 - 帯広市）
- 国道243号（網走市 - 根室市）
  - 美幌峠
- 国道244号（網走市 - 根室市）
  - 根北峠

### その他一般国道
- 国道272号（釧路市 - 標津郡標津町）
  - 釧路中標津道路
- 国道273号（帯広市 - 紋別市）
  - 三国峠
- 国道274号（札幌市東区- 川上郡標茶町）※未開通区間あり
  - 札幌新道 - 日勝峠
- 国道275号（札幌市中央区 - 枝幸郡浜頓別町）
- 国道276号（檜山郡江差町 - 苫小牧市）
- 国道277号（檜山郡江差町 - 二海郡八雲町）
- 国道278号（函館市 - 茅部郡森町）
- 国道279号（函館市 - 青森県上北郡野辺地町）※海上国道
- 国道280号（青森県青森市 - 函館市）※海上国道
- 国道333号（旭川市 - 北見市）
  - 北見峠 - 遠軽北見道路
- 国道334号（目梨郡羅臼町 - 網走郡美幌町）
  - 知床峠
- 国道335号（目梨郡羅臼町 - 標津郡標津町）
- 国道336号（浦河郡浦河町 - 釧路市）
- 国道337号（千歳市 - 小樽市）
  - 道央圏連絡道路
- 国道338号（函館市 - 青森県上北郡おいらせ町）※海上国道
- 国道391号（釧路市 - 網走市）
- 国道392号（釧路市 - 中川郡本別町）
- 国道393号（小樽市 - 虻田郡倶知安町）
  - 毛無峠
- 国道450号（旭川市 - 紋別市）※全線が旭川紋別自動車道区間
- 国道451号（留萌市 - 滝川市）
- 国道452号（夕張市 - 旭川市） ※未開通区間あり
- 国道453号（札幌市豊平区 - 伊達市）

## その他

### 有料道路
- 藻岩山観光自動車道（札幌市）

### 農道
- 北後志東部広域農道（小樽市 - 余市郡仁木町）
- 空知南部広域農道（江別市 - 岩見沢市）

### 林道
- 幾春別林道（三笠市）
- 礼文林道（礼文郡礼文町）
- 林道滝雄・厚和線（紋別郡遠軽町 - 北見市区間のみ完成）
- 道東林道（十勝郡浦幌町 - 白糠郡白糠町）

### 愛称
- 日本海追分ソーランライン（函館市 - 小樽市）
- 日本海オロロンライン（小樽市 - 稚内市）
- ロマンティック街道（旭川市）
- 北海道ガーデン街道（上川 - 富良野 - 十勝）

### シーニックバイウェイ
- 函館・大沼・噴火湾ルート[11]
- 支笏洞爺ニセコルート（ニセコ羊蹄エリア、ウエルカム北海道エリア、洞爺湖エリア）[11]
- 札幌シーニックバイウェイ藻岩山麓・定山渓ルート[11]
- 大雪・富良野ルート[11]
- 萌える天北オロロンルート[11]
- 宗谷シーニックバイウェイ（サロベツリフレッシュロード、サロベツナチュラルロード、宗谷サンセットロード、宗谷ウエルカムロード、宗谷ヒストリーロード、宗谷周氷河ロード、オホーツクホタテロード、サルフツビレッジロード、北の浮島航路、利尻ファンタスティックロード、れぶんアツモリロード）[11]
- 東オホーツクシーニックバイウェイ（知床・流氷ステージ、知床・田園ステージ、知床・山岳ステージ）[11]
- 十勝平野・山麓ルート[11]
- トカプチ雄大空間[11]
- 南十勝夢街道[11]
- 釧路湿原・阿寒・摩周シーニックバイウェイ（弟子屈エリア、阿寒湖エリア、中標津エリア、釧路湿原エリア）[11]

### フットパス
- 根室フットパス（厚床パス、初田牛パス、別当賀パス）

### ナショナルサイクルルート
- トカプチ400